# ジャニー・ロンゴ
ジャニー・ロンゴ＝シプレリ（Jeannie Longo-Ciprelli。1958年10月31日- ）は、フランス・アヌシー出身の自転車競技選手。女子自転車競技史に残る記録を樹立し続けている。また、MBA、B.S.（数学の学位）、スポーツ経営学の各学位も取得している。

## 経歴
元はアルペンスキーの滑降の選手だったが、後に夫となるパトリス・シプレリの指導を受け、自転車競技転向。21歳のときにフランス国内ロード選手権を優勝して後に輝かしい実績を誇るようになる。オリンピック、世界自転車選手権におけるメダル実績は右記の通り。なお、世界自転車選手権における13個の金メダル獲得は女子の歴代最多記録。そして世界自転車選手権でのメダル獲得は、ロードレース、トラックレース、MTBの3部門に亘る。
他に、グランド・ブークル（ツール・ド・フランスの女子版と言われるレース）では1987・88・89と3連覇。また、2000年にはメキシコシティにて45.094kmのアワーレコードを記録。さらにフランス国内選手権では、個人ロード14回優勝、個人タイムトライアル（ITT）8回優勝の実績を誇る。
また2007年の世界選・ロード個人タイムトライアルでは7位に食い込み、北京オリンピックの出場権を獲得。そして2008年開催の北京オリンピックでは、タイムトライアルで4位入賞を果たしている。
50歳8ヶ月の年齢で迎えた、2009年の国内選手権・ITTを制覇した。
2010年、国内選手権・ITT 連覇。

## ライバルたち
ロンゴが自転車選手としてのキャリアをスタートさせた1980年代の初期の頃は、アメリカ合衆国のレベッカ・トゥイッグが強く、ロンゴはトゥイッグを追う立場であったが、まもなくして、個人ロードレース、トラックの3000m個人追い抜きで毎年のように優勝争いを演じるようになった。1990年代前半にはオランダのレオンティエン・ファンモールセルと上記の2種目に加え、ロード個人タイムトライアルやグランド・ブークルといったレースにおいても優勝争いを演じた。
ちなみにライバルの2人は既に現役を退いているが、上記の通り、ロンゴはいまもなお現役を続けている。

## ドーピング問題
- 2011年9月9日、フランス自転車競技連盟は、ロンゴに過去に3度のドーピング未報告事例があったとして、出場停止処分を検討していることを明らかにした[1]。
- また同年同月13日、レキップは、アメリカの元自転車選手、ジョセフ・M.パップが、ロンゴの夫とコーチがエリスロポエチン(EPO)を購入していたとする話をしていたことを報じた[2]。これに対し、ロンゴの夫、パトリス・シプレリは、レキップの報道を否定した[3]。